# Grande Prêmio da Argentina de 1977
Resultados do Grande Prêmio da Argentina de Fórmula 1 realizado em Buenos Aires em 9 de janeiro 1977. Etapa de abertura da temporada, nele a Wolf-Ford venceu logo em sua corrida de estreia guiada pelo sul-africano Jody Scheckter.

## Resumo
Pela terceira vez na história, uma equipe de Fórmula 1 vence em sua corrida de estreia: antes da Wolf de Jody Scheckter no presente Grande Prêmio da Argentina tivemos a Mercedes com Juan Manuel Fangio no Grande Prêmio da França de 1954 e a Alfa Romeo com Giuseppe Farina no Grande Prêmio da Grã-Bretanha de 1950, prova inaugural da categoria. Foi o último pódio do brasileiro José Carlos Pace na Fórmula 1.

## Classificação da prova
| Pos. | Nº | Piloto             | Construtor         | Voltas | Tempo/Diferença        | Grid | Pontos |
| ---- | -- | ------------------ | ------------------ | ------ | ---------------------- | ---- | ------ |
| 1    | 20 | Jody Scheckter     | Wolf-Ford          | 53     | 1:40:11.19             | 11   | 9      |
| 2    | 8  | José Carlos Pace   | Brabham-Alfa Romeo | 53     | + 43.24                | 6    | 6      |
| 3    | 12 | Carlos Reutemann   | Ferrari            | 53     | + 46.02                | 7    | 4      |
| 4    | 28 | Emerson Fittipaldi | Fittipaldi-Ford    | 53     | + 55.48                | 16   | 3      |
| 5    | 5  | Mario Andretti     | Lotus-Ford         | 51     | Rolamento de roda      | 8    | 2      |
| 6    | 22 | Clay Regazzoni     | Ensign-Ford        | 51     | + 2 voltas             | 12   | 1      |
| 7    | 19 | Vittorio Brambilla | Surtees-Ford       | 48     | Pane seca              | 13   |        |
| Ret  | 10 | Ian Scheckter      | March-Ford         | 45     | Pane elétrica          | 17   |        |
| NC   | 16 | Tom Pryce          | Shadow-Ford        | 45     | Não classificado       | 9    |        |
| Ret  | 7  | John Watson        | Brabham-Alfa Romeo | 41     | Suspensão              | 2    |        |
| Ret  | 9  | Alex Dias Ribeiro  | March-Ford         | 39     | Transmissão            | 20   |        |
| NC   | 26 | Jacques Laffite    | Ligier-Matra       | 37     | Não classificado       | 15   |        |
| Ret  | 4  | Patrick Depailler  | Tyrrell-Ford       | 32     | Superaquecimento       | 3    |        |
| Ret  | 1  | James Hunt         | McLaren-Ford       | 31     | Suspensão              | 1    |        |
| Ret  | 2  | Jochen Mass        | McLaren-Ford       | 28     | Rodada                 | 5    |        |
| Ret  | 3  | Ronnie Peterson    | Tyrrell-Ford       | 28     | Rodada                 | 14   |        |
| Ret  | 29 | Ingo Hoffmann      | Fittipaldi-Ford    | 22     | Motor                  | 19   |        |
| Ret  | 11 | Niki Lauda         | Ferrari            | 20     | Sistema de combustível | 4    |        |
| Ret  | 18 | Hans Binder        | Surtees-Ford       | 18     | Acidente               | 18   |        |
| Ret  | 17 | Renzo Zorzi        | Shadow-Ford        | 2      | Câmbio                 | 21   |        |
| DNS  | 6  | Gunnar Nilsson     | Lotus-Ford         |        |                        | 10   |        |

## Tabela do campeonato após a corrida
| Pos. | Piloto             | Pontos |
| ---- | ------------------ | ------ |
| 1    | Jody Scheckter     | 9      |
| 2    | José Carlos Pace   | 6      |
| 3    | Carlos Reutemann   | 4      |
| 4    | Emerson Fittipaldi | 3      |
| 5    | Mario Andretti     | 2      |

| Pos. | Construtor         | Pontos |
| ---- | ------------------ | ------ |
| 1    | Wolf-Ford          | 9      |
| 2    | Brabham-Alfa Romeo | 6      |
| 3    | Ferrari            | 4      |
| 4    | Fittipaldi-Ford    | 3      |
| 5    | Lotus-Ford         | 2      |

- Nota: Somente as primeiras cinco posições estão listadas. As dezessete etapas de 1977 foram divididas em um bloco de nove e outro de oito corridas onde cada piloto descartava um resultado por bloco e no mundial de construtores computava-se apenas o melhor resultado de cada equipe por prova.